# 弗雷德里克·舒尔
弗雷德里克·舒尔（英語：Frederick Schule，1879年9月27日—1962年9月14日），美国男子田径运动员，主攻跨栏。他曾代表美国参加1904年夏季奥林匹克运动会田径比赛，获得男子110米栏金牌。